# Bunchy Carter
Alprentice „Bunchy“ Carter (* 12. Oktober 1942 in Louisiana; † 17. Januar 1969 in Los Angeles) war ein afroamerikanischer Aktivist aus Los Angeles, der sich 1967 der Black Panther Party anschloss. Er war der Begründer und Führer des Parteibezirkes Südkalifornien und Stellvertretender Verteidigungsminister der Partei. Von Anhängern des militanten schwarzen Nationalisten Ron Karenga erschossen, wurde Carter zum Märtyrer der Black Power Bewegung in den Vereinigten Staaten von Amerika.

## Leben
Carter war in den frühen 1960er Jahren der Anführer der 5000 Mann starken Slauson Straßengang in Los Angeles und ihres harten Kerns, den Slauson 'Renegades' . Er hatte den Spitznamen „Ghetto Bürgermeister (Mayor of the Ghetto)“.
Verurteilt wegen bewaffneten Raubes und für vier Jahre im Soledad Gefängnis eingesperrt, geriet er unter den Einfluss der afroamerikanischen Nation of Islam und trat zu deren Islam über.
Wieder in Freiheit trat er nach einem Treffen mit Huey Newton, dem führenden Kopf der Black Panther Party, 1967 sofort den Panthers bei. Anfang 1968 begründete er den Parteibezirk Südkalifornien, der bald sehr erfolgreich war und 50 bis 100 neue Mitglieder pro Woche anzog, darunter die spätere Parteivorsitzende Elaine Brown und Geronimo Pratt. Laut Brown war auch Angela Davis kurze Zeit dort, allerdings blieb sie, wie etliche Rekruten, nicht bei den Panthers. Die Panthers bekamen es wegen ihres Erfolges mit zwei entschlossenen Gegnern zu tun: dem FBI und schwarzen Nationalisten.

## COINTELPROin Südkalifornien
Die Geheimoperation COINTELPRO des FBI konzentrierte in dieser Zeit auf die Black Panthers und es ist erwiesen, dass die Bundespolizei auch mit der Polizei in Los Angeles (LAPD; Los Angeles Police Department) zusammenarbeitete, Panthers einschüchterte und ihre Aktivitäten behindere. 1968 and 1969 nahmen Festnahmen und Überwachungsmaßnahmen zu. Einige Parteimitglieder starben in Feuergefechten. J. Edgar Hoover verlangte, dass man alles tat, um die Black Panther Party zu sabotieren, das galt auch für friedliche und nützliche Propagandaaktion wie das Freie Frühstück für Schulkinder Hoover nannte diese Aktion im Mai 1969 das größte Hindernis beim Versuch die BPP zu isolieren und in den Augen ihrer Sympathisanten in der Bevölkerung zu erledigen (das freie Frühstück „represents the best and most influential activity going for the BPP and, as such, is potentially the greatest threat to efforts by authorities to neutralize the BPP and destroy what it stands for.“). Hoover verlangte alle geheimdienstlichen Register bei der Unterwanderung, Zersetzung und Bekämpfung der BPP zu ziehen.

## Ron KarengasUnited Slaves (US)
Ihr Erfolg machte die Black Panthers zu bedrohlichen Konkurrenten der Organisation US von Ron Karenga. Die linken und maoistischen Panthers hatten dem schwarzen Nationalismus abgeschworen und beide Gruppen unterschieden sich auch in ihrer Taktik, aber sie kamen sich natürlich ins Gehege.

## Carters Tod
Nach einer Versammlung der Black Student Union in der Campbell Hall der UCLA am 17. Januar 1969 explodierte die Situation. Bunchy Carter und sein Parteigenosse John Huggins hatten sich angeblich abfällig über Ron Karenga und seine United Slaves (Panther Interpretation der Abkürzung US). Andere sprechen von hitzigen Auseinandersetzungen zwischen US Mitgliedern und Elaine Brown (der späteren BPP-Parteivorsitzenden). Die beiden Panthers wurde nach der Versammlung von den Brüdern George und Larry Stiner in einem Feuergefecht erschossen. Es waren auch noch andere US Anhänger an der Schießerei beteiligt.
Die BPP ging zunächst von einem geplanten Attentat aus, während US von einem zufälligen Ereignis sprach. Geronimo Pratt, Carters Nachfolger als Sicherheitschef der BPP, aber von Newton als Anhänger Cleavers aus der Partei entfernt, hat später auch von einem unglücklichen Zufall gesprochen. Die Brüder George and Larry Stiner and Donald Hawkins stellten sich der Polizei, sie wurden auf Grund der Aussagen von Black Panther Mitgliedern verurteilt. Die Stiners erhielten lebenslang und Hawkins saß seine Zeit in einer Jugendstrafanstalt ab. Die Stiner Brüder entkamen 1974 aus San Quentin und George ist immer noch auf der Flucht, Larry stellte sich 1994 und sitzt wieder seine Strafe in San Quentin ab.

## Auswirkungen
Die Polizei von Los Angeles nahm nach dem Tod von Carters und Huggins die restliche Führungsebene der Schwarzen Panther in Südkalifornien fest, insgesamt 75 Personen, angeblich um deren Rachefeldzug gegen die US zu verhindern. Dieses Vorgehen schien die Zusammenarbeit von Karengas Gruppe mit dem FBI zu bestätigen. Im Jahr 1969 wurden in San Diego noch mehrere Black Panthers von Karengas Leuten angegriffen, wobei es auch Tote gab.